# Le Doulieu
Le Doulieu är en kommun i departementet Nord i regionen Hauts-de-France i norra Frankrike. Kommunen ligger i kantonen Merville som tillhör arrondissementet Dunkerque. År 2022 hade Le Doulieu 1 445 invånare.

## Befolkningsutveckling
Antalet invånare i kommunen Le Doulieu
| Referens: INSEE |